# Denis Suárez Fernández
Denis Suárez Fernández (Salceda de Caselas, 6 de gener de 1994) és un futbolista gallec que actualment juga com a centrecampista ofensiu al Vila-real CF. És internacional amb la selecció espanyola.

## Carrera de club
Nascut a Salceda de Caselas, a la província de Pontevedra, Suárez va jugar als equips inferiors del Porriño Industrial i del Celta de Vigo, on va arribar a jugar a l'equip filial, el Celta B, però no va poder debutar al primer equip.

### Manchester City
Suárez va fitxar pel Manchester City Football Club el 23 de maig de 2011. D'aquesta manera el City s'avançava a clubs com el FC Barcelona, el Chelsea FC o el Manchester United FC, que s'havien mostrat interessats en la seva contractació. El preu del traspàs es va acordar en un pagament inicial de 850.000 lliures esterlines, que podien arribar a ser 2-75 milions de lliures en funció dels partits jugats per Suárez.
Suárez va debutar amb el seu nou equip en un amistós durant la pretemporada 2011-12 contra el Los Angeles Galaxy, en substitució d'Edin Džeko al minut 88. En aquell partit, que va finalitzar amb una tanda de penals, Suárez va marcar la pena màxima que va llançar. Aquella temporada Suárez va ser convocat en un partit de la Copa de la Lliga anglesa que enfrontava al City amb el Birmingham City i, en la següent ronda d'aquesta competició, va debutar en partit oficial amb el seu nou equip quan va substituir Samir Nasri al minut 67 en una victòria per 5-2 contra el Wolverhampton Wanderers FC. El 17 de maig de 2012, Suárez va disputar un partit amb l'equip reserva del City contra el resera del United en la Manchester Senior Cup, que van guanyar els segons per 2-0. Aquell any va guanyar el premi al millor jugador jove del City de l'any, títol atorgat pels aficionats de l'equip.

### Barcelona B
El 22 d'agost de 2013 Suárez va ser traspassat al Futbol Club Barcelona, signant un contracte per 4 anys. L'objectiu del conjunt català era que el jugador gallec seguís la seva formació al FC Barcelona B, que jugava aquella temporada 2013-14 a la Segona Divisió.

### Sevilla
El juliol de 2014, Suárez va ser cedit al Sevilla FC per dues temporades com a part del traspàs d'Ivan Rakitić al Barcelona. El seu debut en partit oficial va produir-se el 12 d'agost en la final de la Supercopa d'Europa 2014, disputada al Cardiff City Stadium, on va jugar 78 minuts abans de ser substituït per José Antonio Reyes. El Sevilla va acabar perdent per 2-0 contra el Reial Madrid.

### Vila-real
El 29 d'agost de 2015 Suárez fou traspassat al Vila-real CF, amb el qual signà un contracte per quatre anys.

### Retorn al FC Barcelona
El 4 de juliol de 2016, el FC Barcelona va anunciar la tornada de Suárez al club, en executar una clàusula de recompra. El Barça va pagar 3.5 milions d'euros, i Suárez va signar un contracte per quatre anys, amb opció a un d'addicional depenent del nombre de partits jugats.
El 30 de juliol de 2016 va debutar amb el primer equip del Barça, a les ordres de Luis Enrique Martínez, en un partit amistós de pretemporada contra el Celtic de Glasgow, que va acabar en victòria blaugrana per 1-3.

#### Arsenal (cessió)
El 30 de gener de 2019, Suárez va renovar amb el club blaugrana per un any addicional, i fou immediatament cedit a l'Arsenal FC fins al final de la temporada 2018–19.

#### Real Club Celta de Vigo
El 30 de juny del 2019 Denis Suárez fou transpasat al Real Club Celta de Vigo per 17 milions d'euros, després de la seva etapa a l'Arsenal FC (En la qual l'Arsenal FC no va fer efectiva l'opció de compra de 25 milions d'euros que hi tenia establerta).
A començaments de la temporada 2022–23, després de deixar de parlar-se amb el president del club, Carlos Mouriño, Suárez fou exclòs del primer equip per la resta de la campanya.

#### Espanyol (cedit)
El 30 de gener de 2023, Suárez fou cedit al RCD Espanyol fins a final de temporada, a canvi de 200.000 euros immediats, més uns altres 200.000 en cas que l'Espanyol evités el descens.

## Selecció espanyola
Suárez va ser seleccionat per jugar amb la selecció sub-17 d'Espanya, marcant dos gols per l'equip, contra Moldàvia i Irlanda del Nord. També va formar part de la selecció espanyola sub-19 que va guanyar el Campionat europeu sub-19 del 2012. Suárez va entrar en el minut 74 de la final, contra Grècia, disputant un total de 6 partits, marcant en dos d'ells, i jugant 284 minuts.

## Palmarès
Sevilla FC
- Lliga Europa de la UEFA (1): 2014-15

FC Barcelona
- Supercopa d'Espanya (2): 2016[16] i 2018[17]
- Copa del Rei (2): 2016-17[18] i 2017-18[19]
- Lliga espanyola (1): 2017-18[20]